# Sabine (Mondkrater)
Sabine ist ein Einschlagkrater auf der Mondvorderseite am Rand des Mare Tranquillitatis, südöstlich des Kraters Ritter.
Der Kraterboden ist uneben und am inneren Kraterwall sind Spuren ausgedehnter Rutschungen.
| Buchstabe | Position          | Durchmesser | Link |
| --------- | ----------------- | ----------- | ---- |
| A         | 1,22° N, 19,44° O | 4 km        |      |
| C         | 1,01° N, 22,91° O | 3 km        |      |

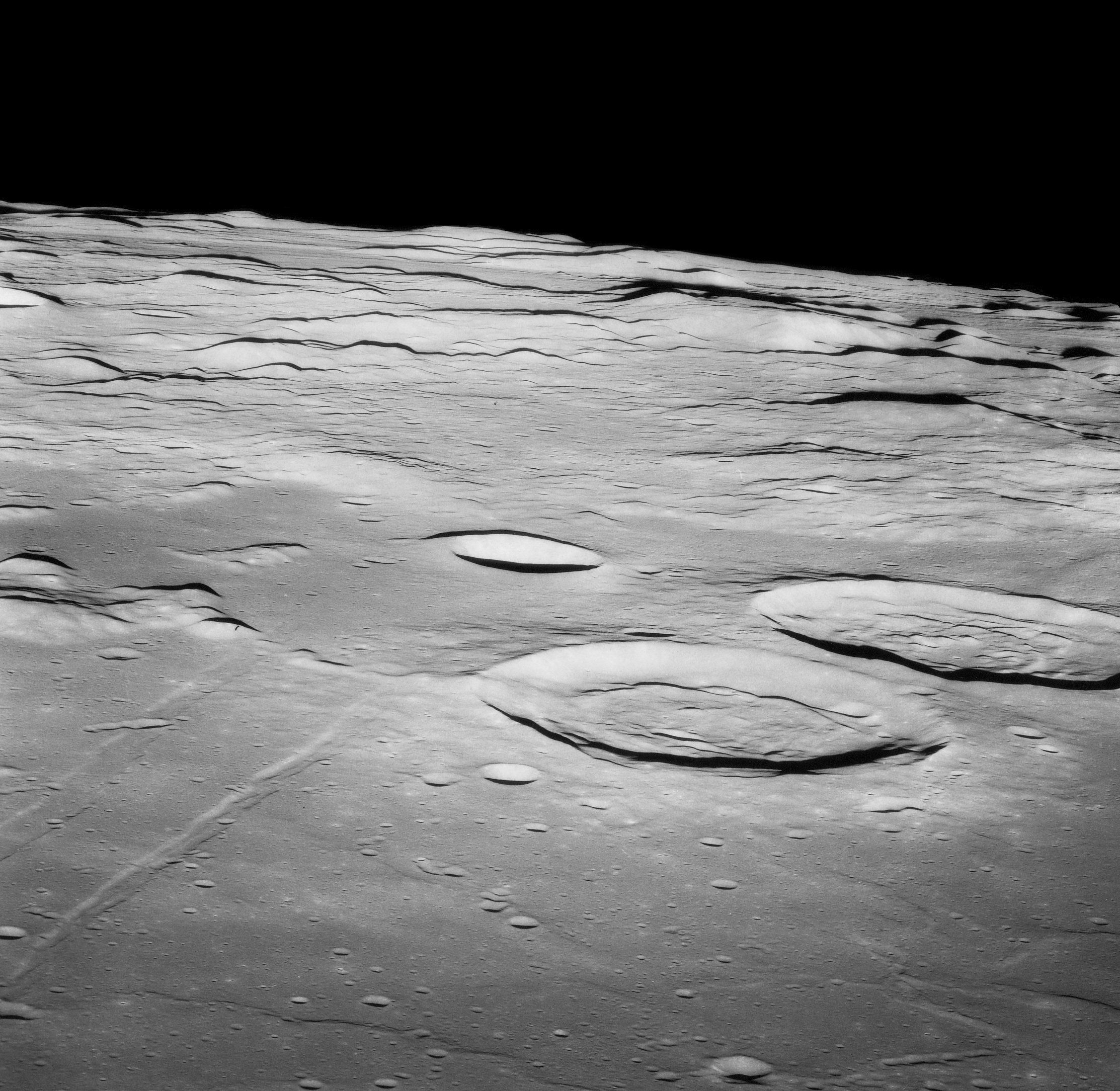
Halbrechts Sabine, rechts Ritter, aufgenommen durch Apollo 11

Der Krater wurde 1935 von der IAU nach dem irischen Astronomen Edward Sabine offiziell benannt. Circa 85 Kilometer in südöstlicher Richtung fand 1969 mit Apollo 11 die erste bemannte Mondlandung statt.